# Леванідов Андрій Якович
Леванідов Андрій Якович (? — 26 лютого 1802) — російський воєначальник, намісник Слобідської України, збирач української старовини і меценат. 1785 — шеф Стародубського карабінерного полку (див. Карабінери). 1787 — командувач 2-ї кавалерійської бригади (т. зв. Української армії), куди входили Стародубський та Київський карабінерні полки. 1790–94 — корпусний командир у Києві. Від 13 березня 1796 до 9 січня 1797 — генерал-губернатор Харківського намісництва та водночас (з 13 березня 1796 до 12 грудня 1796) — Воронезького намісництва. На цій посаді чимало зробив для благоустрою Харкова. Протегував українському історикові Архипу Худорбі та композиторові Артему Веделю. Збирав матеріали з історії України (по ньому лишився т. зв. Андрія Леванідова Малоросійський літописець, укладений на початку 1790-х рр.).